# Jenő Hámori

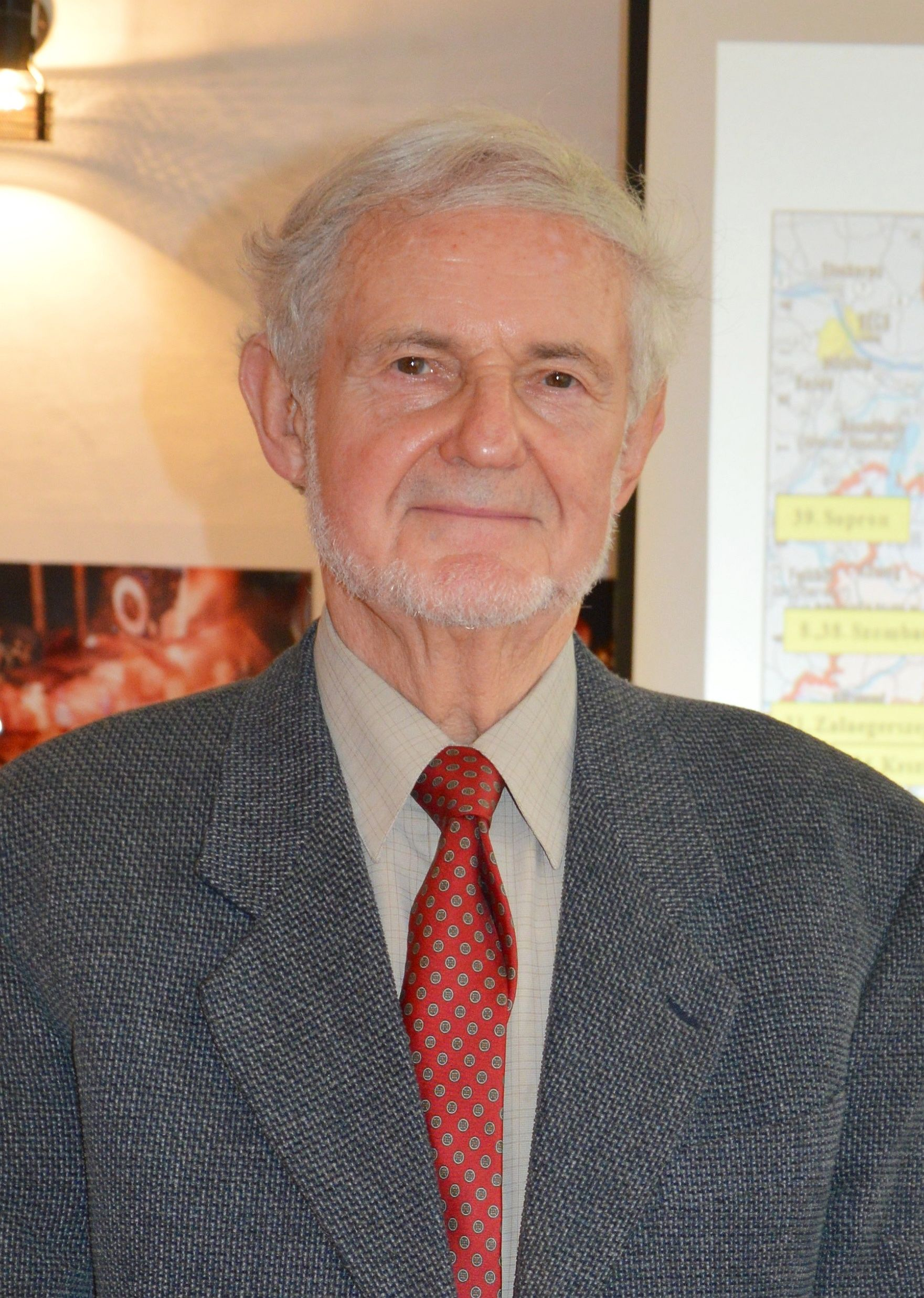
Jenő Hámori

Jenő Hámori, född 27 augusti 1933 i Győr, är en ungersk före detta fäktare.
Hámori blev olympisk guldmedaljör i sabel vid sommarspelen 1956 i Melbourne.